# Paolo Boi
Paolo Boi (1528–1598) là một kỳ thủ cờ vua người Ý. Ông được coi là một trong những kỳ thủ cờ vua vĩ đại nhất thế kỷ 16. Năm 1549, ông đánh bại Giáo hoàng Paul III trong một ván cờ vua.

## Tuổi thơ
Ông sinh ra ở Syracuse, Sicily (nay là Ý), và ông được nuôi ở nhà thờ với niềm tin rằng Paolo sẽ trở thành một vị giáo hoàng và một vị thánh vì một lời tiên đoán. Tuy nhiên, Paolo đã lập ra những kế hoạch khác nhau: Ông bắt đầu học cờ vua, và vài năm sau ông trốn sang Hy Lạp, rồi đến Saragossa, và cuối cùng trở về Sicily với tư cách là một kỳ thủ cờ vua nổi tiếng.

## Sự nghiệp

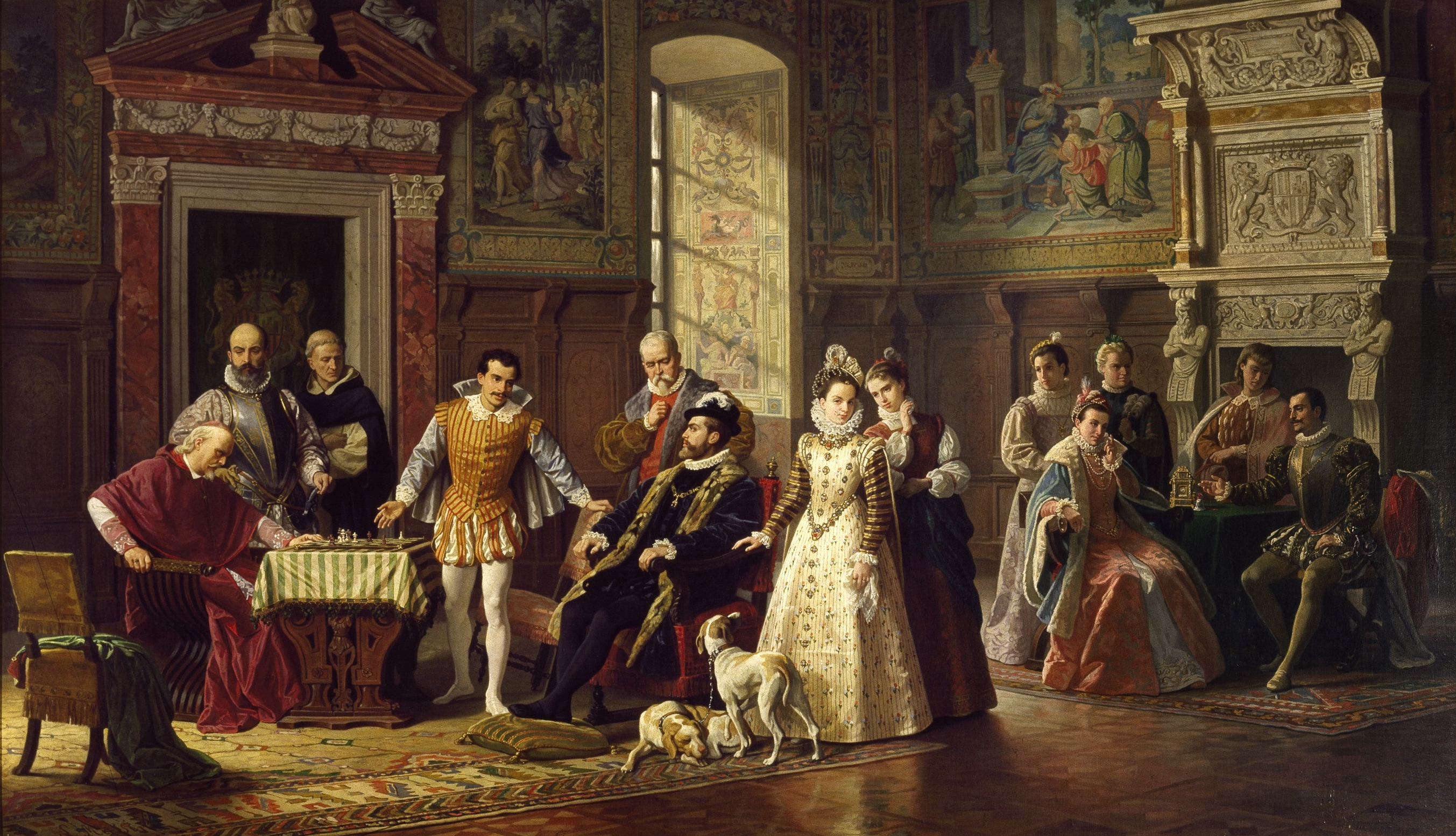
Giải đấu cờ vua tại cung điện Tây Ban Nha

Ông đã từng đối đầu với Giovanni Leonardo Di Bona ở Ý nhiều lần, và hai kỳ thủ được coi là ngang ngửa nhau. Sau đó, Paolo Boi và Giovanni Leonardo Di Bona đánh bại kỳ thủ cờ vua mạnh nhất trong thời đại của họ - Ruy López de Segura, tại giải cờ vua quốc tế đầu tiên được biết đến trong cung điện của Philip II của Tây Ban Nha tại Madrid, vào năm 1575. Sau đó họ trở thành những kỳ thủ cờ vua mạnh nhất thời đại, và từ đó cả hai được gọi là "Light" và "Lustre" của trò chơi quý tộc.
Những lý thuyết về cờ vua do Boi phát triển đã không còn tồn tại. Một số ít ván cờ của ông vẫn tồn tại cho đến thời điểm hiện tại, chẳng hạn như ván của ông gặp kỳ thủ cờ vua Scovara,  nhưng chỉ có mười bốn nước đi đầu tiên được biết.
Ông ấy là người đầu tiên không cần nhìn bàn cờ mà chơi ba ván cùng một lúc, đồng thời trò chuyện về các chủ đề khác nhau. Ở Pháp, Catherine de Medici, cũng rất giỏi cờ vua, đã ủng hộ ông; và ở Bồ Đào Nha, ông có vinh dự được vua Don Sebastian cho kẻ thù của mình.

## Qua đời

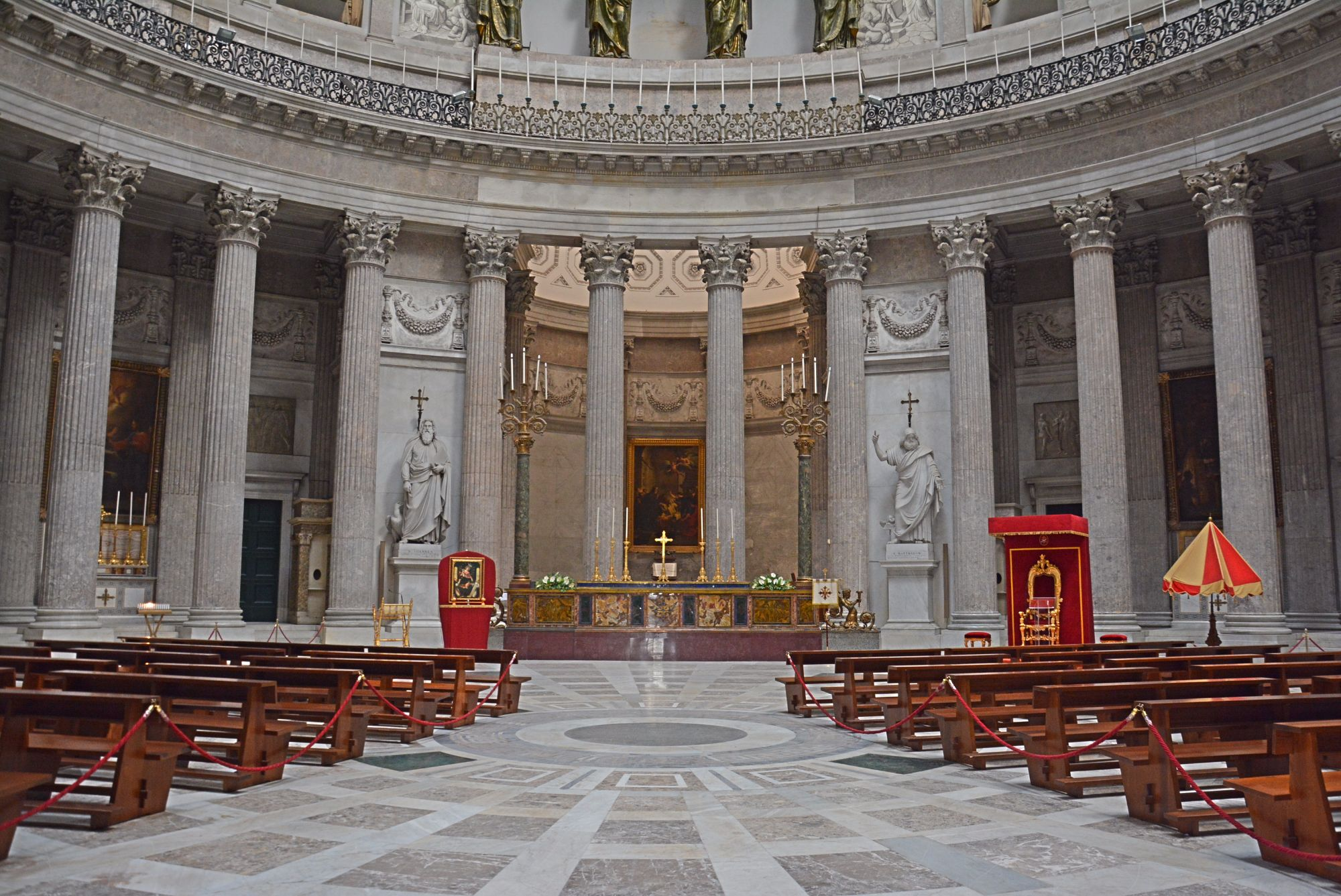
Nhà thờ Saint Francisco di Paolo, nơi ông được chôn cất

Boi qua đời ở Naples. Nhà sử học H. J. R. Murray nói rằng ông đã bị đầu độc bởi các đối thủ. Các nguồn khác nói rằng ông bị cảm lạnh khi đi săn và chết. Thi hài của ông được chôn cất tại nhà thờ Saint Francisco di Paolo; Hoàng tử Stigliano và nhiều người trong giới quý tộc Neapolitan đã chôn ông.